# Dobšín
Dobšín (en allemand : Dobschin) est une commune du district de Mladá Boleslav, dans la région de Bohême-Centrale, en République tchèque. Sa population s'élevait à 281 habitants en 2020.

## Géographie
Dobšín se trouve à 12 km à l'est-sud-est de Mnichovo Hradiště, à 17 km au nord-est de Mladá Boleslav et à 67 km au nord-est de Prague.
La commune est limitée par Kněžmost au nord, par Libošovice à l'est, par Dolní Bousov au sud, et par Přepeře à l'ouest.

## Histoire
La première mention écrite de la localité date de 1556.

## Administration
- Dobšín
- Kamenice